# 1989年諾貝爾和平獎

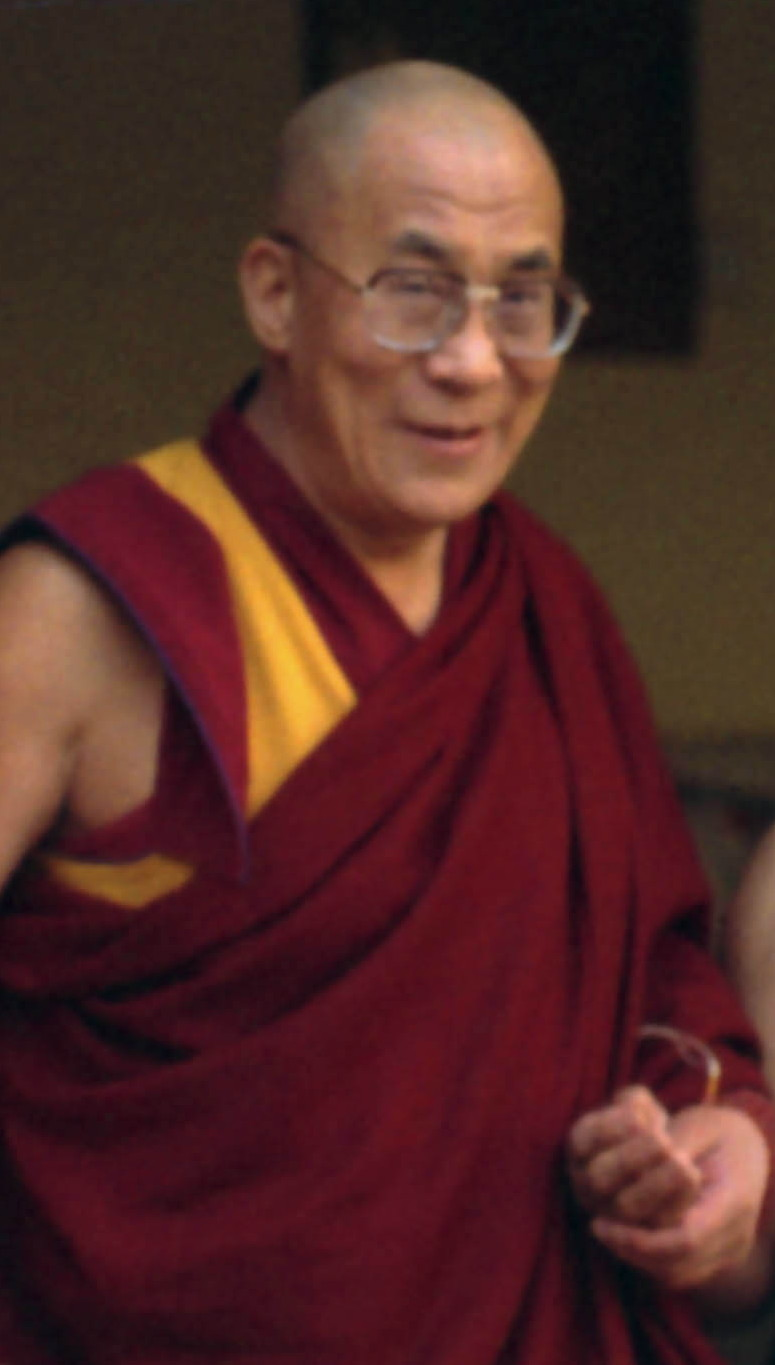
達賴喇嘛，1993年

1989年10月10日，挪威諾貝爾委员会宣布將1989年諾貝爾和平獎頒發給西藏流亡人士第十四世達賴喇嘛丹增嘉措，以表彰他「為西藏自由和對非暴力和平解決西藏問題作出的努力和鬥爭」。
該年和平獎有101個競選人提名，包括76個個人提名和25個組織提名，其中熱門人選有捷克斯洛伐克的異見人士劇作家瓦茨拉夫·哈维尔和前外交部長Jiri Hajek，此外著名人士還有南非反種族隔離人士納爾遜·曼德拉、美國前總統隆納·雷根以及蘇聯共產黨中央委員會總書記戈爾巴喬夫。六四事件被鎮壓後，在即使2月1日是提名的截止日期的情況下，評委會還試圖提名運動的學生領袖。此外，評委會評為一度因為人選問題而難以決定，開始來自捷克的候選人和戈爾巴喬夫在提名單上都位列前茅，直至9月中旬才傾向于達賴喇嘛，因為委員會受中國事件的影響，亦覺得諾貝爾獎應授予不同的大洲，而亞洲是諾貝爾獎少於關注的地區。
評委會主席Egil Aarvik表示對達賴喇嘛的授獎有一部份原因是爲了紀念甘地。亦曾說達賴喇嘛的獲獎「人權不是新因素，政治起了作用」、表彰達賴喇嘛是對北京政府的一種懲罰。很大部分原因是中國對當年民主運動的暴力鎮壓，希望借此影響中國的事件對並對學生為民主運動做出的努力表示認可。對於中國對諾貝爾獎評委會干涉中國內政的批評，委員會秘書Jakob Sverdrup表示1964年马丁·路德·金被授予諾貝爾獎的時候，也是爲了影響美國的內政，其中並沒有什麽不正确的。
達賴喇嘛的領獎感言中批評了中國政府對天安門事件的學生示威採取的武力鎮壓行為。他表示受難者的努力沒有白費。此外，他還強調堅持非暴力鬥爭的重要性，以及與中國政府保持通話以解決問題的渴望。
達賴喇嘛受獎的前一年，1988年在斯特拉斯堡的歐洲議會演講中，宣佈放棄獨立主張，轉而尋求西藏自治。

## 外部連結
- 第十四世達賴喇嘛. . （原始内容存档于31 October 2010）.